# Championnats de France de natation 2013
Navigation
Dunkerque 2012 Chartres 2014
Les championnats de France de natation en grand bassin 2013 se déroulent du 9 au 14 avril 2013 à Rennes, dans le département d'Ille-et-Vilaine.

## Résultats
Rappel : Ces championnats sont qualificatifs pour les Mondiaux 2013 de Barcelone. Les nageurs et nageuses qualifiés pour ces Mondiaux sont indiquées par la lettre Q.

### Podium hommes
| Discipline           | Or                                                                               | Temps              | Argent                                                                             | Temps          | Bronze                                                                           | Temps          |
| Nage libre           |                                                                                  |                    |                                                                                    |                |                                                                                  |                |
| 50 m                 | Florent Manaudou (Q) CN Marseille                                                | 21 s 55            | Frédérick Bousquet (Q) CN Marseille                                                | 21 s 73        | Amaury Leveaux Lagardère Paris Racing                                            | 22 s 03        |
| 100 m                | William Meynard (Q) CN Marseille                                                 | 48 s 53            | Yannick Agnel (Q) Olympic Nice Natation                                            | 48 s 62        | Fabien Gilot CN Marseille                                                        | 48 s 74        |
| 200 m                | Yannick Agnel (Q) Olympic Nice Natation                                          | 1 min 45 s 48      | Jérémy Stravius Amiens Métropole Natation                                          | 1 min 45 s 61  | Grégory Mallet CN Marseille                                                      | 1 min 46 s 69  |
| 400 m                | Ahmed Mathlouthi                                                                 | 3 min 49 s 46      | Benoît Debast Saint-Raphaël Natation                                               | 3 min 51 s 86  | Anthony Pannier CN Braud St-Louis                                                | 3 min 51 s 87  |
| 800 m                | Damien Joly (Q) CN Braud St-Louis                                                | 7 min 58 s 99      | Benoît Debast Saint-Raphaël Natation                                               | 8 min 00 s 48  | Ahmed Mathlouthi                                                                 | 8 min 02 s 55  |
| 1500 m               | Enzo Vial Collet CN Polynésie                                                    | 15 min 19 s 72     | Damien Joly CN Braud St-Louis                                                      | 15 min 20 s 80 | Lucas Vigorito CN Marseille                                                      | 15 min 22 s 31 |
| Dos                  |                                                                                  |                    |                                                                                    |                |                                                                                  |                |
| 50 m                 | Jérémy Stravius (Q) Amiens Métropole Natation                                    | 24 s 61            | Camille Lacourt (Q) Canet 66 Natation                                              | 24 s 73        | Florent Manaudou CN Marseille                                                    | 24 s 98        |
| 100 m                | Jérémy Stravius (Q) Amiens Métropole Natation                                    | 53 s 09            | Camille Lacourt (Q) Canet 66 Natation                                              | 53 s 65        | Eric Ress CN Antibes                                                             | 54 s 94        |
| 200 m                | Benjamin Stasiulis Amiens Métropole Natation                                     | 1 min 59 s 16      | Eric Ress CN Antibes                                                               | 1 min 59 s 26  | Florian Joly Dauphins du TOEC                                                    | 2 min 02 s 33  |
| Brasse               |                                                                                  |                    |                                                                                    |                |                                                                                  |                |
| 50 m                 | Giacomo Perez-Dortona (Q) CN Marseille                                           | 27 s 77            | Joseph Welstead                                                                    | 28 s 26        | Maxime Bussière CN Marseille                                                     | 28 s 51        |
| 100 m                | Giacomo Perez-Dortona (Q) CN Marseille                                           | 1 min 00 s 64      | Thomas Dahlia CN Calédoniens                                                       | 1 min 02 s 25  | William Debourges CN Antibes                                                     | 1 min 02 s 48  |
| 200 m                | William Debourges CN Antibes                                                     | 2 min 13 s 85      | Patrick Perisser Club Palois                                                       | 2 min 13 s 99  | Thomas Dahlia CN Calédoniens                                                     | 2 min 14 s 40  |
| Papillon             |                                                                                  |                    |                                                                                    |                |                                                                                  |                |
| 50 m                 | Frédérick Bousquet (Q) CN Marseille                                              | 23 s 00            | Florent Manaudou (Q) CN Marseille                                                  | 23 s 14        | Yoris Grandjean CN Marseille                                                     | 23 s 58        |
| 100 m                | Jérémy Stravius (Q) Amiens Métropole Natation                                    | 52 s 04            | Mehdy Metella (Q) Dauphins du TOEC                                                 | 52 s 48        | Rafael Munoz Perez                                                               | 52 s 79        |
| 200 m                | Jordan Coelho (Q) Etampes Natation                                               | 1 min 56 s 71      | Paul Lemaire Dauphins du TOEC                                                      | 2 min 00 s 33  | Marvin Maisonneuve Montauban Natation 82                                         | 2 min 01 s 12  |
| 4 nages              |                                                                                  |                    |                                                                                    |                |                                                                                  |                |
| 200 m                | Jérémy Stravius (Q) Amiens Métropole Natation                                    | 1 min 57 s 89 (RF) | David Verraszto                                                                    | 2 min 01 s 03  | Ganesh Pedurand Dauphins du TOEC                                                 | 2 min 02 s 32  |
| 400 m                | David Verraszto                                                                  | 4 min 13 s 40      | Arnaud Rondan Nautic Club Nîmes                                                    | 4 min 22 s 52  | Quentin Coton CN Antibes                                                         | 4 min 22 s 77  |
| Relais               |                                                                                  |                    |                                                                                    |                |                                                                                  |                |
| 4 × 100 m nage libre | CN Marseille Romain Magula Axel Bouton Grégory Mallet William Meynard            | 3 min 19 s 66      | Dauphins du TOEC Lorys Bourelly Romain Landry Vince Regent Medhy Metella           | 3 min 20 s 35  | CN Antibes Clément Mignon Jean-Baptiste Patamia Eric Ress Thomas Dahlia          | 3 min 23 s 37  |
| 4 × 200 m nage libre | CN Antibes Eric Ress Jean-Baptiste Patamia Simon Guerin Clément Mignon           | 7 min 27 s 49      | Dauphins du TOEC Joris Bouchaut Florian Coiffard Ganesh Pedurand Antton Haramboure | 7 min 29 s 07  | Stade Français Courbevoie Thibaud Pierre Taki Mrabet Talel Mrabet Joris Hustache | 7 min 33 s 63  |
| 4 × 100 m 4 nages    | CN Marseille Camille Lacourt Maxime Bussière Frederick Bousquet Florent Manaudou | 3 min 38 s 23      | CN Antibes Eric Ress Thomas Dahlia Valerio Coggi Clément Mignon                    | 3 min 44 s 01  | Dauphins du TOEC Alexis Cabrol Patrick Perisser Romain Landry Vince Regent       | 3 min 45 s 45  |

### Podium femmes
| Discipline | Or                                            | Temps          | Argent                                       | Temps          | Bronze                                         | Temps          |
| Nage libre |                                               |                |                                              |                |                                                |                |
| 50 m       | Anna Santamans Olympic Nice Natation          | 25 s 37        | Eszter Dara                                  | 25 s 83        | Margaux Fabre Canet 66 Natation                | 25 s 87        |
| 100 m      | Camille Muffat (Q) Olympic Nice Natation      | 53 s 51        | Charlotte Bonnet (Q) Olympic Nice Natation   | 54 s 45        | Béryl Gastaldello Club Natation Azuréen        | 55 s 63        |
| 200 m      | Camille Muffat (Q) Olympic Nice Natation      | 1 min 55 s 48  | Charlotte Bonnet (Q) Olympic Nice Natation   | 1 min 57 s 38  | Coralie Balmy Dauphins du TOEC                 | 1 min 58 s 35  |
| 400 m      | Camille Muffat (Q) Olympic Nice Natation      | 4 min 4 s 16   | Coralie Balmy (Q) Dauphins du TOEC           | 4 min 7 s 99   | Lotte Friis Herlev                             | 4 min 10 s 90  |
| 800 m      | Aurélie Muller Cercle nautique Sarreguemines  | 8 min 41 s 68  | Morgane Rothon Alliance Dijon Natation       | 8 min 42 s 82  | Margaux Verger Gourson AC Boulogne Billancourt | 8 min 49 s 29  |
| 1500 m     | Lotte Friis (Q) Herlev                        | 16 min 04 s 72 | Aurélie Muller Cercle nautique Sarreguemines | 16 min 39 s 07 | Morgane Rothon Alliance Dijon Natation         | 16 min 46 s 41 |
| Dos        |                                               |                |                                              |                |                                                |                |
| 50 m       | Cloé Credeville CS Meaux Natation             | 29 s 15        | Béryl Gastaldello Club Natation Azuréen      | 29 s 21        | Mathilde Cini Club Drôme                       | 29 s 25        |
| 100 m      | Cloé Credeville (Q) CS Meaux Natation         | 1 min 00 s 65  | Alexianne Castel Dauphins du TOEC            | 1 min 02 s 76  | Mathilde Cini Club Drôme                       | 1 min 03 s 08  |
| 200 m      | Evelyn Verraszto                              | 2 min 11 s 19  | Cloé Credeville CS Meaux Natation            | 2 min 14 s 17  | Marie Jugnet Olympic Nice Natation             | 2 min 15 s 94  |
| Brasse     |                                               |                |                                              |                |                                                |                |
| 50 m       | Sarah Vaisse (Q) Amiens Métropole Natation    | 32 s 31        | Sophie de Ronchi ES Massy Natation           | 32 s 42        | Fanny Babou Canet 66 Natation                  | 32 s 43        |
| 100 m      | Coralie Dobral CS Meaux Natation              | 1 min 10 s 20  | Fanny Babou Canet 66 Natation                | 1 min 10 s 59  | Fanny Deberghes Dauphins Palois                | 1 min 10 s 88  |
| 200 m      | Coralie Dobral CS Meaux Natation              | 2 min 30 s 39  | Fanny Deberghes Dauphins Palois              | 2 min 30 s 70  | Laura Paquit Tarbes Nautic Club                | 2 min 31 s 59  |
| Papillon   |                                               |                |                                              |                |                                                |                |
| 50 m       | Mélanie Henique (Q) Amiens Métropole Natation | 26 s 47        | Marie Wattel (Q) Dauphins d'Annecy           | 26 s 56        | Béryl Gastaldello Club Natation Azuréen        | 26 s 87        |
| 100 m      | Eszter Dara                                   | 59 s 63        | Marie Wattel Dauphins d'Annecy               | 59 s 71        | Béryl Gastaldello Club Natation Azuréen        | 1 min 00 s 04  |
| 200 m      | Léa Giraudon CN 95 Ezanville                  | 2 min 12 s 98  | Marie Wattel Dauphins d'Annecy               | 2 min 13 s 27  | Isabelle Mabboux AC Boulogne Billancourt       | 2 min 13 s 96  |
| 4 nages    |                                               |                |                                              |                |                                                |                |
| 200 m      | Evelyn Verraszto                              | 2 min 11 s 71  | Sophie de Ronchi (Q) ES Massy Natation       | 2 min 14 s 60  | Adeline Martin Amiens Métropole Natation       | 2 min 16 s 55  |
| 400 m      | Evelyn Verraszto                              | 4 min 38 s 50  | Fantine Lesaffre Mulhouse Olympic Natation   | 4 min 49 s 13  | Adeline Martin Amiens Métropole Natation       | 4 min 50 s 83  |

## Records battus

### Hommes
Jérémy Stravius : Record de France du 200 mètres 4 nages